# What She Came For
«What She Came For» es una canción de la banda escocesa Franz Ferdinand. Fue lanzada el 31 de agosto de 2009 y pertenece al álbum Tonight: Franz Ferdinand.

## Listado de canciones
Digital download
1. "What She Came For" – 3:33

Vinyl Remixes EP
1. "What She Came For" (Drums of Death Remix) – 4:18
2. "What She Came For" (Tigerstyle Remix) – 3:28
3. "What She Came For" (Lee Mortimer Vocal Remix) – 6:24
4. "What She Came For" (Lee Mortimer Dub) – 6:25

"Feel the Pressure" digital download
1. "Feel the Pressure" – 3:28

## Remixes
La canción fue remixada por:
- Drums of Death
- Tigerstyle
- Lee Mortimer
- Mr Dan (llamado "Feel the Pressure" para el álbum Blood: Franz Ferdinand)

- Datos: Q1219220